# Gran Premio di superbike di Laguna Seca 1998
Il Gran Premio di Superbike di Laguna Seca 1998 è stata l'ottava prova su dodici del campionato mondiale Superbike 1998, è stato disputato il 12 luglio sul circuito di Laguna Seca e ha visto la vittoria di Troy Corser in gara 1, mentre la gara 2 è stata vinta da Noriyuki Haga.
La vittoria nella gara valevole per il campionato mondiale Supersport è stata invece ottenuta da Paolo Casoli.
Durante gara 1, l'americano Chandler (partecipante al gran premio come wild card) perde il controllo della sua Kawasaki ZX-7RR nella curva del cavatappi, viene disarcionato malamente dalla moto e cadendo trascina fuori pista un'altra Kawasaki ZX-7RR quella del giapponese Yanagawa; sull'olio riversatosi in pista scivolano anche altri piloti. A seguito di quanto accaduto e per prestare soccorsi a Yanagawa rimasto privo di sensi, viene temporaneamente sospesa la gara. Nella ripartenza un nuovo incidente coinvolge stavolta Slight (leader del mondiale) e Bontempi, a questo punto i commissari di gara decidono di sospendere definitivamente gara 1 assegnando la metà dei punti visto che sono stati percorsi meno della metà dei 28 giri previsti (per assurdo vengono classificati anche Yanagawa e Chandler che prima del pericoloso incidente erano secondo e terzo ma impossibilitati a recarsi alla cerimonia di premiazione sul podio perché trasportati d'urgenza in ospedale). Al termine del fine settimana americano si contarono 33 cadute e a trarne le conseguenze peggiori sono l'italiano Bontempi che riporta la frattura del polso (infortunio che gli impedisce di proseguire e portare a termine la stagione), Slight che si frattura la caviglia destra (salta solo la seconda gara a Laguna Seca rientrando nel gran premio successivo a Brands Hatch) e Yanagawa che a seguito della lesioni riportate viene tenuto in coma farmacologico per alcuni giorni ma salta solo il gran premio di Brands Hatch rientrando nel gran premio d'Austria a Zeltweg.

## Risultati

### Gara 1

#### Arrivati al traguardo[7]
| Pos. | Nº  | Pilota               | Squadra            | Motocicletta | Giri | Tempo     | Griglia | Punti |
| ---- | --- | -------------------- | ------------------ | ------------ | ---- | --------- | ------- | ----- |
| 1º   | 11  | Troy Corser          | Ducati Racing ADVF | Ducati       | 12   | 17:35.408 | 1º      | 12,5  |
| 2º   | 4   | Akira Yanagawa       | Kawasaki Racing    | Kawasaki     | 12   | +0:07.646 | 3º      | 10    |
| 3º   | 110 | Doug Chandler        | Muzzy Kawasaki     | Kawasaki     | 12   | +0:07.656 | 6º      | 8     |
| 4º   | 101 | Ben Bostrom          | Honda Racing       | Honda        | 12   | +0:10.388 | 11º     | 6,5   |
| 5º   | 2   | Carl Fogarty         | Ducati Performance | Ducati       | 12   | +0:10.451 | 10º     | 5,5   |
| 6º   | 8   | James Whitham        | Suzuki WSB         | Suzuki       | 12   | +0:10.750 | 7º      | 5     |
| 7º   | 7   | Pierfrancesco Chili  | Ducati Racing ADVF | Ducati       | 12   | +0:11.232 | 4º      | 4,5   |
| 8º   | 111 | Aaron Slight         | Castrol Honda      | Honda        | 12   | +0:12.871 | 5º      | 4     |
| 9º   | 5   | Neil Hodgson         | Kawasaki Racing    | Kawasaki     | 12   | +0:14.018 | 8º      | 3,5   |
| 10º  | 92  | Jamie Hacking        | Yamaha Racing      | Yamaha       | 12   | +0:14.224 | 16º     | 3     |
| 11º  | 45  | Colin Edwards        | Castrol Honda      | Honda        | 12   | +0:15.725 | 15º     | 2,5   |
| 12º  | 20  | Aaron Yates          | Yoshimura Racing   | Suzuki       | 12   | +0:16.144 | 12º     | 2     |
| 13º  | 35  | Gregorio Lavilla     | De Cecco Racing    | Ducati       | 12   | +0:22.928 | 14º     | 1,5   |
| 14º  | 6   | Peter Goddard        | Suzuki WSB         | Suzuki       | 12   | +0:24.272 | 18º     | 1     |
| 15º  | 44  | Scott Russell        | Yamaha World SBK   | Yamaha       | 12   | +0:27.531 | 13º     | 0,5   |
| 16º  | 39  | Alessandro Gramigni  | Gattolone Racing   | Ducati       | 12   | +0:27.807 | 19º     |       |
| 17º  | 97  | Rich Oliver          | Yamaha Racing      | Yamaha       | 12   | +0:28.874 | 17º     |       |
| 18º  | 9   | Piergiorgio Bontempi | Kawasaki Bertocchi | Kawasaki     | 12   | +0:32.096 | 21º     |       |
| 19º  | 15  | Igor Jerman          | Team Bertocchi     | Kawasaki     | 12   | +0:38.890 | 23º     |       |
| 20º  | 19  | Lucio Pedercini      | Team Pedercini     | Ducati       | 12   | +0:45.084 | 20º     |       |
| 21º  | 79  | James Randolph       | Randolph           | Honda        | 12   | +0:48.772 | 25º     |       |
| 22º  | 86  | Ricky Orlando        | Orlando Ricky      | Kawasaki     | 12   | +1:14.629 | 26º     |       |
| 23º  | 27  | Frédéric Protat      | FP Racing          | Ducati       | 9    | +3 giri   | 24º     |       |

#### Ritirati
| Nº | Pilota        | Squadra              | Motocicletta | Giri | Griglia |
| -- | ------------- | -------------------- | ------------ | ---- | ------- |
| 10 | Andrew Stroud | Andrew Stroud Racing | Kawasaki     | 5    | 22º     |
| 66 | Mat Mladin    | Yoshimura Racing     | Suzuki       | 2    | 2º      |
| 41 | Noriyuki Haga | Yamaha World SBK     | Yamaha       | 1    | 9º      |

### Gara 2

#### Arrivati al traguardo[8]
| Pos. | Nº  | Pilota              | Squadra            | Motocicletta | Giri | Tempo     | Griglia | Punti |
| ---- | --- | ------------------- | ------------------ | ------------ | ---- | --------- | ------- | ----- |
| 1º   | 41  | Noriyuki Haga       | Yamaha World SBK   | Yamaha       | 28   | 41:07.668 | 9º      | 25    |
| 2º   | 11  | Troy Corser         | Ducati Racing ADVF | Ducati       | 28   | +0:00.488 | 1º      | 20    |
| 3º   | 101 | Ben Bostrom         | Honda Racing       | Honda        | 28   | +0:04.715 | 11º     | 16    |
| 4º   | 7   | Pierfrancesco Chili | Ducati Racing ADVF | Ducati       | 28   | +0:04.725 | 4º      | 13    |
| 5º   | 8   | James Whitham       | Suzuki WSB         | Suzuki       | 28   | +0:05.733 | 7º      | 11    |
| 6º   | 5   | Neil Hodgson        | Kawasaki Racing    | Kawasaki     | 28   | +0:16.842 | 8º      | 10    |
| 7º   | 92  | Jamie Hacking       | Yamaha Racing      | Yamaha       | 28   | +0:22.273 | 16º     | 9     |
| 8º   | 6   | Peter Goddard       | Suzuki WSB         | Suzuki       | 28   | +0:28.479 | 18º     | 8     |
| 9º   | 39  | Alessandro Gramigni | Gattolone Racing   | Ducati       | 28   | +0:29.018 | 19º     | 7     |
| 10º  | 45  | Colin Edwards       | Castrol Honda      | Honda        | 28   | +0:43.357 | 15º     | 6     |
| 11º  | 15  | Igor Jerman         | Team Bertocchi     | Kawasaki     | 28   | +0:59.827 | 23º     | 5     |
| 12º  | 19  | Lucio Pedercini     | Team Pedercini     | Ducati       | 28   | +1:14.092 | 20º     | 4     |
| 13º  | 86  | Ricky Orlando       | Orlando Ricky      | Kawasaki     | 27   | +1 giro   | 26º     | 3     |

#### Ritirati
| Nº | Pilota           | Squadra              | Motocicletta | Giri | Griglia |
| -- | ---------------- | -------------------- | ------------ | ---- | ------- |
| 35 | Gregorio Lavilla | De Cecco Racing      | Ducati       | 27   | 14º     |
| 10 | Andrew Stroud    | Andrew Stroud Racing | Kawasaki     | 21   | 22º     |
| 66 | Mat Mladin       | Yoshimura Racing     | Suzuki       | 17   | 2º      |
| 20 | Aaron Yates      | Yoshimura Racing     | Suzuki       | 13   | 12º     |
| 27 | Frédéric Protat  | FP Racing            | Ducati       | 13   | 24º     |
| 2  | Carl Fogarty     | Ducati Performance   | Ducati       | 7    | 10º     |
| 44 | Scott Russell    | Yamaha World SBK     | Yamaha       | 2    | 13º     |

### Supersport

#### Arrivati al traguardo
| Pos. | Nº | Pilota                | Squadra              | Motocicletta | Giri | Tempo     | Punti |
| ---- | -- | --------------------- | -------------------- | ------------ | ---- | --------- | ----- |
| 1º   | 1  | Paolo Casoli          | Ducati Performance   | Ducati       | 25   | 38'21.547 | 25    |
| 2º   | 4  | Stéphane Chambon      | Alstare Corona       | Suzuki       | 25   | +0.364    | 20    |
| 3º   | 93 | Jason Pridmore        | Hypercycle Suzuki    | Suzuki       | 25   | +2.252    | 16    |
| 4º   | 2  | Vittoriano Guareschi  | Yamaha Belgarda      | Yamaha       | 25   | +3.870    | 13    |
| 5º   | 18 | Cristiano Migliorati  | Endoug Marchesi Cor. | Ducati       | 25   | +8.160    | 11    |
| 6º   | 35 | Mauro Lucchiari       | De Cecco Racing      | Ducati       | 25   | +23.452   | 10    |
| 7º   | 9  | Wilco Zeelenberg      | Yamaha Dee Cee J.RT  | Yamaha       | 25   | +34.164   | 9     |
| 8º   | 33 | Robert Ulm            | Sebring Yamaha Aus.  | Yamaha       | 25   | +48.431   | 8     |
| 9º   | 20 | Werner Daemen         | Kawasaki Belgium     | Kawasaki     | 25   | +1'01.895 | 7     |
| 10º  | 11 | Giovanni Bussei       | Sacchi Corse         | Suzuki       | 25   | +1'03.196 | 6     |
| 11º  | 22 | Stefan Nebel          | Kawasaki Junior      | Kawasaki     | 25   | +1'09.171 | 5     |
| 12º  | 28 | Javier Rodriguez      | Lozano Racing        | Yamaha       | 25   | +1'09.532 | 4     |
| 13º  | 12 | Albert Aerts          | BKM Racing           | Yamaha       | 25   | +1'30.366 | 3     |
| 14º  | 91 | Erik Schnackenberg    | Schnackenberg Erik   | Suzuki       | 25   | +1'39.980 | 2     |
| 15º  | 58 | John Jacobi           | Jacobi               | Yamaha       | 24   | +1 giro   | 1     |
| 16º  | 16 | Sébastien Charpentier | Honda Reflex         | Honda        | 24   | +1 giro   |       |
| 17º  | 92 | Alfonso Ferrel        | Ferrel Alfonso       | Suzuki       | 24   | +1 giro   |       |

#### Ritirati
| Nº  | Pilota             | Squadra              | Motocicletta | Giri |
| --- | ------------------ | -------------------- | ------------ | ---- |
| 232 | Roman Frias        | Frias Roman          | Honda        | 24   |
| 17  | Pere Riba          | Garella Racing       | Ducati       | 22   |
| 6   | Mario Innamorati   | Kawasaki Team Italia | Kawasaki     | 18   |
| 5   | Massimo Meregalli  | Yamaha Belgarda      | Yamaha       | 15   |
| 13  | Kirk McCarthy      | Castrol Honda        | Honda        | 13   |
| 90  | Nicky Hayden       | Hypercycle Suzuki    | Suzuki       | 8    |
| 96  | Claude Alain Jaggi | Phillippe Cuolon T.  | Ducati       | 7    |
| 19  | Walter Tortoroglio | Sacchi Corse         | Suzuki       | 6    |
| 52  | James Toseland     | Castrol Honda        | Honda        | 5    |
| 3   | Yves Briguet       | Endoug Marchesi Cor. | Ducati       | 3    |
| 21  | Roberto Teneggi    | Falappa Ghelfi       | Ducati       | 3    |
| 8   | Fabrizio Pirovano  | Alstare Corona       | Suzuki       | 0    |